# Andrés D'Alessandro
Andrés Nicolás D'Alessandro (Buenos Aires, 15 aprile 1981) è un ex calciatore argentino, di ruolo centrocampista.
È soprannominato El cabezón ("Il testone"). Ha vinto la medaglia d'oro olimpica alle Olimpiadi di Atene 2004 con la nazionale argentina.

## Caratteristiche tecniche
Di grande abilità nel fornire assist in attività era un eccellente tiratore di punizioni. Tipica del suo repertorio tecnico era la cosiddetta "boba", una finta che "emboba" gli avversari, ossia li stordisce, permettendogli di superare l'avversario col tunnel o sfilando con la palla dal fianco.
Nel 2001 viene inserito nella lista dei 100 migliori giovani calciatori stilata da Don Balón.
Nel 2002, quando ancora militava nel River Plate, Diego Armando Maradona disse di lui:

## Carriera

### Club

#### Gli inizi, River Plate
Nato in Argentina, possiede la cittadinanza italiana, suo nonno materno si chiamava Davide Roca, essendo di origini maceratesi. Cresciuto nelle giovanili del River Plate, il 28 maggio 2000 debutta in prima squadra a 19 anni contro l'Unión de Santa Fe, incontro che i "Milionari" perdono 2-1 alla 13ª giornata del Torneo di Clausura; con una sola presenza ottiene il suo primo titolo di campione con il River.
Segna la sua prima rete il 2 settembre 2001 contro l'Estudiantes contribuendo alla vittoria 3-0 alla quarta giornata del Torneo di Apertura. In questa stagione D'Alessandro viene impiegato in quattro occasioni senza segnare, con il River che giunge secondo alle spalle del Racing Club.
Il 22 febbraio 2001 debutta in Coppa Libertadores contro i boliviani The Strongest entrando al posto di Nelson Cuevas, ma segna il suo primo gol nella competizione il 9 aprile 2003 contro il Club Libertad di Paraguay.
Nella stagione 2001/2002 inizia a giocare con più continuità e si laurea campione del Torneo di Clausura. Nella stagione successiva, la 2002/2003, vince ancora una volta il Clausura.

#### Wolfsburg
Il 12 luglio 2003 approda al Wolfsburg per 9 milioni di euro, firmando con un contratto quinquennale. L'argentino non riesce ad affermarsi alla Volkswagen-Arena, totalizzando 61 presenze, 14 ammonizioni e solo 8 gol. Il 21 settembre 2005 segna il gol numero 4000 della Bundesliga dalla sua creazione, nella partita vinta 4-2 dal Wolfsburg contro l'Hannover.

#### Portsmouth, Real Saragozza e San Lorenzo
Il 31 gennaio 2006 passa in prestito al Portsmouth, ma anche in questo caso la stagione non è brillante. L'anno successivo viene acquistato dal Real Saragozza nella Liga spagnola.
Anche quest'avventura non è delle più fortunate e, nel febbraio 2008, decide di tornare in patria nelle file del San Lorenzo.

#### Internacional e prestito al River Plate
Il 22 luglio 2008 viene acquistato dai brasiliani dell'Internacional, con cui vince nel dicembre 2008 la Coppa Sudamericana, e nell'agosto 2010 la Libertadores. Nel dicembre dello stesso anno vince il titolo di Calciatore sudamericano dell'anno e anche il premio come terzo miglior giocatore della Coppa del mondo per club FIFA. Il 4 dicembre 2011 taglia quota 100 presenze con la maglia dell'Internacional (compreso il Campionato Gaúcho) e, nel derby col Gremio vinto 1-0, segna all'ultima giornata di campionato il gol decisivo - su calcio di rigore - che consente alla squadra di accedere alla successiva Libertadores.
Il 4 febbraio 2016, a distanza di 13 anni, ritorna al River Plate, in prestito per un anno. Vince la Recopa Sudamericana e la Copa Argentina.
Nel febbraio 2017 fa ritorno all'Internacional, dove resta fino alla scadenza del suo contratto nel dicembre 2020.

#### Nacional Montevideo ritorno all'Internacional e ritiro
Il 4 gennaio 2021 firma per gli uruguagi del Nacional.
A distanza di un anno, l'8 gennaio 2022 ritorna all'Internacional.
Collezionando una presenza e un gol in campionato ritirandosi dal calcio giocato nell'aprile seguente.

### Nazionale
Con la Nazionale Argentina Under-20 ha vinto il campionato mondiale di categoria nel 2001. Ha vestito 25 volte la maglia della Nazionale maggiore mettendo a segno 3 reti. Ha vinto la medaglia d'oro ai Giochi olimpici di Atene nel 2004.

## Statistiche

### Presenze e reti nei club
Statistiche aggiornate all'17 aprile 2022.
| Stagione              | Squadra               | Campionato            | Campionato | Campionato | Coppe nazionali | Coppe nazionali | Coppe nazionali | Coppe continentali | Coppe continentali | Coppe continentali | Altre coppe | Altre coppe | Altre coppe | Totale | Totale |
| Stagione              | Squadra               | Comp                  | Pres       | Reti       | Comp            | Pres            | Reti            | Comp               | Pres               | Reti               | Comp        | Pres        | Reti        | Pres   | Reti   |
| --------------------- | --------------------- | --------------------- | ---------- | ---------- | --------------- | --------------- | --------------- | ------------------ | ------------------ | ------------------ | ----------- | ----------- | ----------- | ------ | ------ |
| 1999-2000             | River Plate           | PD                    | 1          | 0          | -               | -               | -               | CL                 | 0                  | 0                  | -           | -           | -           | 1      | 0      |
| 2000-2001             | River Plate           | PD                    | 4          | 0          | -               | -               | -               | CL                 | 3                  | 0                  | -           | -           | -           | 7      | 0      |
| 2001-2002             | River Plate           | PD                    | 36         | 9          | -               | -               | -               | CL                 | 5                  | 0                  | -           | -           | -           | 41     | 9      |
| 2002-2003             | River Plate           | PD                    | 29         | 11         | -               | -               | -               | CL                 | 11                 | 4                  | -           | -           | -           | 40     | 15     |
| 2003-2004             | Wolfsburg             | BL                    | 29         | 3          | CG              | 1               | 1               | Int.               | 4                  | 0                  | -           | -           | -           | 34     | 4      |
| 2004-2005             | Wolfsburg             | BL                    | 19         | 3          | CG              | 0               | 0               | Int.               | -                  | -                  | -           | -           | -           | 19     | 3      |
| 2005-gen. 2006        | Wolfsburg             | BL                    | 13         | 2          | CG              | 2               | 0               | Int.               | 6                  | 3                  | -           | -           | -           | 21     | 5      |
| Totale Wolfsburg      | Totale Wolfsburg      | Totale Wolfsburg      | 61         | 8          |                 | 3               | 1               |                    | 10                 | 3                  |             | -           | -           | 74     | 12     |
| gen.-giu. 2006        | Portsmouth            | PL                    | 13         | 1          | FACup+CdL       | -               | -               | -                  | -                  | -                  | -           | -           | -           | 13     | 1      |
| 2006-2007             | Real Saragozza        | PD                    | 36         | 2          | CR              | 5               | 2               | -                  | -                  | -                  | -           | -           | -           | 41     | 4      |
| 2007-gen. 2008        | Real Saragozza        | PD                    | 14         | 3          | CR              | 3               | 0               | CU                 | 2                  | 0                  | -           | -           | -           | 19     | 3      |
| Totale Real Saragozza | Totale Real Saragozza | Totale Real Saragozza | 50         | 5          |                 | 8               | 2               |                    | 2                  | 0                  |             | -           | -           | 60     | 7      |
| gen.-giu. 2008        | San Lorenzo           | PD                    | 15         | 2          | -               | -               | -               | CL                 | 9                  | 0                  | -           | -           | -           | 24     | 2      |
| 2008                  | Internacional         | PD/RS+A               | 0+11       | 0+2        | CB              | -               | -               | CS                 | 7                  | 2                  | -           | -           | -           | 18     | 4      |
| 2009                  | Internacional         | PD/RS+A               | 9+22       | 4+6        | CB              | 11              | 1               | CS                 | 1                  | 0                  | RS          | 2           | 0           | 45     | 11     |
| 2010                  | Internacional         | PD/RS+A               | 10+20      | 3+1        | -               | -               | -               | CL                 | 13                 | 0                  | Cmc         | 2           | 1           | 45     | 5      |
| 2011                  | Internacional         | PD/RS+A               | 10+30      | 5+9        | -               | -               | -               | CL                 | 6                  | 1                  | RS          | 2           | 0           | 48     | 15     |
| 2012                  | Internacional         | PD/RS+A               | 7+21       | 1+1        | -               | -               | -               | CL                 | 5                  | 1                  | -           | -           | -           | 33     | 3      |
| 2013                  | Internacional         | PD/RS+A               | 16+35      | 5+11       | CB              | 7               | 4               | -                  | -                  | -                  | -           | -           | -           | 58     | 20     |
| 2014                  | Internacional         | PD/RS+A               | 10+33      | 2+6        | CB              | 3               | 0               | CS                 | -                  | -                  | -           | -           | -           | 46     | 8      |
| 2015                  | Internacional         | PD/RS+A               | 8+15       | 1+0        | CB              | 2               | 0               | CL                 | 11                 | 4                  | -           | -           | -           | 36     | 5      |
| gen.-feb. 2016        | Internacional         | PD/RS+A+PL            | 1+0+1      | 0+0+0      | CB              | 0               | 0               | -                  | -                  | -                  | -           | -           | -           | 2      | 0      |
| feb.-mag. 2016        | River Plate           | PD                    | 7          | 0          |                 | -               | -               | CL                 | 7                  | 3                  |             | -           | -           | 14     | 3      |
| mag. -dic.2016        | River Plate           | PD                    | 10         | 2          | CA              | 4               | 0               |                    | -                  | -                  | RS          | 2           | 0           | 16     | 2      |
| Totale River Plate    | Totale River Plate    | Totale River Plate    | 87         | 22         |                 | 4               | 0               |                    | 26                 | 7                  |             | 2           | 0           | 119    | 29     |
| 2017                  | Internacional         | PD/RS+B+PL            | 13+31+1    | 1+5+0      | CB              | 7               | 2               | -                  | -                  | -                  | -           |             |             | 52     | 8      |
| 2018                  | Internacional         | PD/RS+A               | 7+24       | 2+3        | CB              | 6               | 2               | -                  | -                  | -                  | -           | -           | -           | 37     | 7      |
| 2019                  | Internacional         | PD/RS+A               | 7+23       | 0+1        | CB              | 6               | 0               | CL                 | 10                 | 0                  | -           | -           | -           | 46     | 1      |
| 2020                  | Internacional         | PD/RS+A               | 7+20       | 2+0        | CB              | 4               | 0               | CL                 | 9                  | 1                  | -           | -           | -           | 40     | 3      |
| 2021                  | Nacional              | PD                    | 24         | 1          | -               | -               | -               | CL+CS              | 4+1                | 0+0                | SU          | 1           | 0           | 30     | 1      |
| 2022                  | Internacional         | PD/RS+A               | 9+1        | 1+1        | CB              | 1               | 0               | CS                 | 1                  | 0                  | -           |             |             | 12     | 2      |
| Totale Internacional  | Totale Internacional  | Totale Internacional  | 114+285+2  | 27+46+0    |                 | 47              | 9               |                    | 70                 | 12                 |             | 8           | 1           | 526    | 95     |
| Totale Carriera       | Totale Carriera       | Totale Carriera       | 651        | 112        |                 | 62              | 12              |                    | 122                | 22                 |             | 11          | 1           | 846    | 147    |

### Cronologia presenze e reti in nazionale
| Cronologia completa delle presenze e delle reti in nazionale ― Argentina | Cronologia completa delle presenze e delle reti in nazionale ― Argentina | Cronologia completa delle presenze e delle reti in nazionale ― Argentina | Cronologia completa delle presenze e delle reti in nazionale ― Argentina | Cronologia completa delle presenze e delle reti in nazionale ― Argentina | Cronologia completa delle presenze e delle reti in nazionale ― Argentina | Cronologia completa delle presenze e delle reti in nazionale ― Argentina | Cronologia completa delle presenze e delle reti in nazionale ― Argentina |
| Data                                                                     | Città                                                                    | In casa                                                                  | Risultato                                                                | Ospiti                                                                   | Competizione                                                             | Reti                                                                     | Note                                                                     |
| ------------------------------------------------------------------------ | ------------------------------------------------------------------------ | ------------------------------------------------------------------------ | ------------------------------------------------------------------------ | ------------------------------------------------------------------------ | ------------------------------------------------------------------------ | ------------------------------------------------------------------------ | ------------------------------------------------------------------------ |
| 31-1-2003                                                                | San Pedro Sula                                                           | Honduras                                                                 | 1 – 3                                                                    | Argentina                                                                | Amichevole                                                               | -                                                                        | 66’                                                                      |
| 4-2-2003                                                                 | Los Angeles                                                              | Argentina                                                                | 1 – 0                                                                    | Messico                                                                  | Amichevole                                                               | -                                                                        | 44’                                                                      |
| 8-2-2003                                                                 | Miami                                                                    | Stati Uniti                                                              | 0 – 1                                                                    | Argentina                                                                | Amichevole                                                               | -                                                                        | 90’                                                                      |
| 16-7-2003                                                                | La Plata                                                                 | Argentina                                                                | 2 – 2                                                                    | Uruguay                                                                  | Amichevole                                                               | -                                                                        | 65’                                                                      |
| 20-8-2003                                                                | Firenze                                                                  | Argentina                                                                | 3 – 2                                                                    | Uruguay                                                                  | Amichevole                                                               | 1                                                                        | 64’                                                                      |
| 6-9-2003                                                                 | Buenos Aires                                                             | Argentina                                                                | 2 – 2                                                                    | Cile                                                                     | Qual. Mondiali 2006                                                      | -                                                                        |                                                                          |
| 9-9-2003                                                                 | Caracas                                                                  | Venezuela                                                                | 0 – 3                                                                    | Argentina                                                                | Qual. Mondiali 2006                                                      | -                                                                        | 85’                                                                      |
| 15-11-2003                                                               | Buenos Aires                                                             | Argentina                                                                | 3 – 0                                                                    | Bolivia                                                                  | Qual. Mondiali 2006                                                      | 1                                                                        | 30’ 84’                                                                  |
| 19-11-2003                                                               | Barranquilla                                                             | Colombia                                                                 | 1 – 1                                                                    | Argentina                                                                | Qual. Mondiali 2006                                                      | -                                                                        | 71’                                                                      |
| 30-3-2004                                                                | Buenos Aires                                                             | Argentina                                                                | 1 – 0                                                                    | Ecuador                                                                  | Qual. Mondiali 2006                                                      | -                                                                        |                                                                          |
| 28-4-2004                                                                | Casablanca                                                               | Marocco                                                                  | 0 – 1                                                                    | Argentina                                                                | Amichevole                                                               | -                                                                        |                                                                          |
| 27-6-2004                                                                | Miami                                                                    | Argentina                                                                | 0 – 2                                                                    | Colombia                                                                 | Amichevole                                                               | -                                                                        | 66’                                                                      |
| 7-7-2004                                                                 | Chiclayo                                                                 | Argentina                                                                | 6 – 1                                                                    | Ecuador                                                                  | Coppa America 2004 - 1º turno                                            | 1                                                                        |                                                                          |
| 10-7-2004                                                                | Chiclayo                                                                 | Argentina                                                                | 0 – 1                                                                    | Messico                                                                  | Coppa America 2004 - 1º turno                                            | -                                                                        | 78’                                                                      |
| 13-7-2004                                                                | Piura                                                                    | Argentina                                                                | 4 – 1                                                                    | Uruguay                                                                  | Coppa America 2004 - 1º turno                                            | -                                                                        |                                                                          |
| 17-7-2004                                                                | Chiclayo                                                                 | Perù                                                                     | 0 – 1                                                                    | Argentina                                                                | Coppa America 2004 - Quarti di finale                                    | -                                                                        | 57’                                                                      |
| 25-7-2004                                                                | Lima                                                                     | Argentina                                                                | 2 – 2 dts (2 – 4 dtr)                                                    | Brasile                                                                  | Coppa America 2004 - Finale                                              | -                                                                        | 75’                                                                      |
| 4-9-2004                                                                 | Lima                                                                     | Perù                                                                     | 1 – 3                                                                    | Argentina                                                                | Qual. Mondiali 2006                                                      | -                                                                        | 5’ 63’                                                                   |
| 13-10-2004                                                               | Santiago del Cile                                                        | Cile                                                                     | 0 – 0                                                                    | Argentina                                                                | Qual. Mondiali 2006                                                      | -                                                                        | 76’                                                                      |
| 4-6-2005                                                                 | Quito                                                                    | Ecuador                                                                  | 2 – 0                                                                    | Argentina                                                                | Qual. Mondiali 2006                                                      | -                                                                        | 74’                                                                      |
| 17-8-2005                                                                | Budapest                                                                 | Ungheria                                                                 | 1 – 2                                                                    | Argentina                                                                | Amichevole                                                               | -                                                                        | 90’                                                                      |
| 3-9-2005                                                                 | Asunción                                                                 | Paraguay                                                                 | 1 – 0                                                                    | Argentina                                                                | Qual. Mondiali 2006                                                      | -                                                                        | 71’                                                                      |
| 7-9-2010                                                                 | Buenos Aires                                                             | Argentina                                                                | 4 – 1                                                                    | Spagna                                                                   | Amichevole                                                               | -                                                                        | 86’                                                                      |
| 8-10-2010                                                                | Tokyo                                                                    | Giappone                                                                 | 1 – 0                                                                    | Argentina                                                                | Amichevole                                                               | -                                                                        | 29’ 59’                                                                  |
| 17-11-2010                                                               | Buenos Aires                                                             | Argentina                                                                | 1 – 0                                                                    | Brasile                                                                  | Amichevole                                                               | -                                                                        | 70’                                                                      |
| Totale                                                                   |                                                                          | Presenze                                                                 | 25                                                                       |                                                                          | Reti                                                                     | 3                                                                        |                                                                          |

## Palmarès

### Club

#### Competizioni statali
- Campionato Gaúcho: 6

Internacional: 2009, 2011, 2012, 2013, 2014, 2015
- Copa FGF: 2

Internacional: 2009, 2010
- Recopa Gaúcha: 1

Internacional: 2016
- Campeonato da Região Sul-Fronteira: 1

Internacional: 2016

#### Competizioni nazionali
- Campionato argentino: 3

River Plate: Clausura 2000, Clausura 2002, Clausura 2003
- Coppa d'Argentina: 1

River Plate: 2015-2016
- Supercopa Uruguaya: 1

Nacional: 2021

#### Competizioni internazionali
- Coppa Sudamericana: 1

Internacional: 2008
- Coppa Suruga Bank: 1

Internacional: 2009
- Coppa Libertadores: 1

Internacional: 2010
- Recopa Sudamericana: 2

Internacional: 2011
River Plate: 2016

### Nazionale
- Campionato mondiale Under-20: 1

Argentina 2001
- Oro olimpico: 1

Atene 2004

### Individuale
- Calciatore sudamericano dell'anno: 1

2010
- Equipo Ideal de América: 4

2001, 2002, 2008, 2010